# Vicenç Relats i Casas
Vicenç Relats i Casas (Lliçà d'Amunt, 29 de desembre de 1964) és un periodista i editor català. Ha treballat i col·laborat a Televisió de Catalunya, Catalunya Ràdio, Vallès Oriental Televisió, Ràdio Granollers i als diaris Avui, El Punt Avui i El 9 Nou del Vallès Oriental, entre altres mitjans de comunicació. Ha dirigit Quaderns d'acció social i ciutadania (2008-2010) i ha estat cap de premsa del Departament de Benestar i Família de la Generalitat (2003-2005). Des del 2011 dirigeix la revista Vallesos, immersa en la memòria popular i el patrimoni cultural vallesà. També dirigeix l'editorial i productora audiovisual Gent i Terra. Va ser productor executiu de la pel·lícula documental El xoc, d’Enric Vilageliu, sobre la revolta catalana que va portar al referèndum d’autodeterminació de l’1 d’octubre de 2017.
Ha escrit mitja dotzena de llibres, especialment d’assaig i memòria històrica. El 1989 va publicar L'Estatut, entre el desig i la realitat, juntament amb Felip Solé i Sabarís i Albert Viladot. El 2006 va publicar El nou senyor Esteve i, el 2020, una biografia novel·lada sobre Jaume Massot i Galceran, alcalde republicà del Port de la Selva, en la qual narra l'exili de la seva família per terres de França, d’on no van tornar mai més.
Vinculat als anys vuitanta del segle passat a la Crida a la Solidaritat, va ser membre del Secretariat de l'Assemblea Nacional Catalana (2015-2018). Des de l’any 2015 és membre de la junta de l'Associació de Publicacions Periòdiques en Català (APPEC).

## Llibres
- L'estatut, entre el desig i la realitat (Edicions 62, 1989), escrit juntament amb Felip Solé i Sabarís i Albert Viladot
- El nou senyor Esteve. La revolta tranquil·la del comerç ciutadà (Viena edicions, 2006)
- Esquerra a la cruïlla (Editorial Malhivern, 2011), amb diversos autors
- El Port de la Selva sota les bombes (Gent i Terra, 2013)
- Del Cap de Creus al Cap de Bol (Gent i Terra, 2015), juntament amb Miquel Puignau
- El Port de la Selva després de les bombes (Gent i Terra, 2016)
- El Port de la Selva, imatges i històries de l’ahir (Gent i Terra, 2019), juntament amb Pere Toro
- Somiant el retorn (Gent i Terra, 2020)[10]

## Premis i reconeixements[11]
- Menció especial de Premsa del Consell Municipal de Benestar Social de Barcelona (1998)[cal citació]
- Premi de Civisme als mitjans de comunicació (2003)[cal citació]
- Premi de Periodisme d’Òmnium Cultural del Vallès Oriental (2009)[cal citació]
- Premi Periodístic Cadaqués a Carles Rahola (2014)[12]